# Schuss (Schriftsippe)

Das gemeine „a“ in allen Stilen der Schuss

Die Schnitte der Schriftsippe Schuss

Die Schuss ist eine Schriftsippe, die aus den vier Schriftfamilien (Stilen) Sans, Slab, News und Serif besteht. Veröffentlicht wurde sie Anfang 2016 von Jochen Schuß.

## Merkmale
Die vier Stile der Schuss sind im Duktus sehr ähnlich. Auf das Wesentliche reduziert, eignen sie sich für Fließtext und sind somit auch als Verkehrsschrift für größere Distanzen konzipiert. Eine Universalschrift, zurückhaltend im Design. Jede Familie, also jeder Stil, besteht aus fünf Strichstärken, verschiedenen Ziffernarten und Kapitälchen. Der Zeichenausbau der Pro-Schnitte ist Latin extended, während die fünf Schnitte der Sans zusätzlich auch Griechisch und Kyrillisch beinhalten. Die Tabellen-Ziffern und die dazugehörigen mathematischen Zeichen haben über alle Stile und Gewichte hinweg eine identische Breite. Mit derzeit 40 Pro-Fonts (insgesamt 28400 Zeichen) gehört sie zu den großen Schriftsippen.